# The Tribune

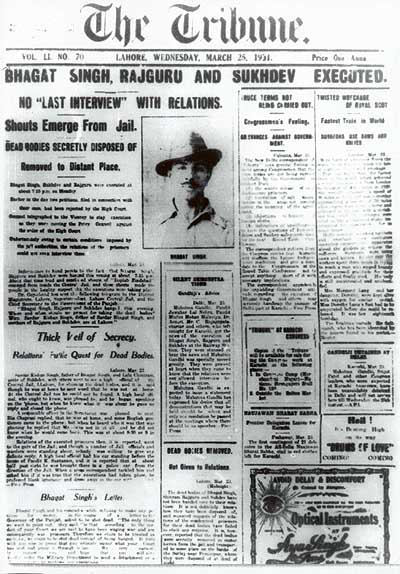
Voorpagina van The Tribune van 25 maart 1931

The Tribune is een Engelstalig dagblad in India.
De krant werd opgericht in Lahore (tegenwoordig Pakistan) op 2 februari 1881 door de filantropist Dyal Singh Majithia. De broadsheet komt uit in Chandigarh, New Delhi, Jalandhar, Dehradun en Bathinda. De krant wordt uitgegeven door de Tribune Trust, die ook de dagbladen Dainik Tribune (in Hindi) en Punjabi Tribune (in Punjabi) publiceert. De hoofdredacteur van The Tribune is Raj Chengappa (2012). Het is gevestigd in Chandigarh.